# Eriopyga caloeona
Eriopyga caloeona är en fjärilsart som beskrevs av Dyar 1918. Eriopyga caloeona ingår i släktet Eriopyga och familjen nattflyn. Inga underarter finns listade i Catalogue of Life.